# I temi di Fritz Kocher
I temi di Fritz Kocher (in originale Fritz Kochers Aufsätze) è una sorta di romanzo a frammenti dello scrittore svizzero di lingua tedesca Robert Walser, pubblicato presso Insel Verlag nel 1904, con undici disegni del fratello Karl Walser.
È una raccolta di piccoli saggi o temi di uno studente, appunto Fritz Kocher, delle scuole superiori, alla quale seguono due ritratti per piccole prose su un commesso e un pittore, il tutto chiuso dalla descrizione o elogio di un bosco. Nella finzione il ragazzo "della seconda A" è deceduto e i temi sono venuti in possesso dello scrittore consegnati da sua madre, la quale però vorrebbe che non li modificasse. Ecco allora nell'introduzione una delle chiavi del libro (e forse di tutta l'opera walseriana): "un ragazzo può parlare in modo molto saggio e molto stolto quasi nello stesso momento".
Il commesso è una specie di impiegato subalterno, dignitoso e all'ombra, il cui tema sarà ripreso nel romanzo L'assistente.
Per la figura del pittore è stata invece fatta l'ipotesi che si sia ispirtato al fratello Karl, altrettanto indipendente dai dettami della società ("dipingere rimane dipingere, che lo si faccia per molti occhi oppure per un unico occhio è davvero indifferente. Io dipingo soprattutto per i miei occhi"), tanto che rinuncia all'amore (per una contessa che lo ospita). 

## Edizione italiana
- trad. di Vittoria Rovelli Ruberl, Adelphi, Milano 1978 ISBN 9788845903618